# Теорема Леви о непрерывности
Теорема Леви́ о непрерывности (о сходимости) — результат теории вероятностей, увязывающий поточечную сходимость характеристических функций случайных величин с их сходимостью по распределению. Установлена Полем Леви.
Для последовательности случайных величин {\displaystyle (X_{n})_{n=1}^{\infty }} (не обязательно определённых на одном вероятностном пространстве) с характеристическими функциями {\displaystyle \varphi _{X_{n}}(t)}, и случайной величины {\displaystyle X} с характеристической функцией {\displaystyle \varphi _{X}} эквивалентны следующие утверждения:
- последовательность {\displaystyle (X_{n})} сходится к {\displaystyle X} по распределению: {\displaystyle X_{n}\to ^{\!\!\!\!\!\!\!{\mathcal {D}}}X};
- последовательность {\displaystyle (\varphi _{X_{n}})} поточечно сходится к {\displaystyle \varphi _{X}}.

Кроме того, если {\displaystyle (\varphi _{X_{n}})} поточечно сходится к непрерывной в нуле функции {\displaystyle \varphi }, то {\displaystyle \varphi } является функцией некоторой случайной величины {\displaystyle X}, к которой по распределению сходится {\displaystyle (X_{n})}.
Метод характеристических функций — способ теоретико-вероятностного доказательства, использующий возможность вывести сходимость по распределению к случайной величине из поточечной сходимости характеристических функций; одним из примеров его использования является доказательство классической центральной предельной теоремы.